# Jan Kuyckx
Jan Kuyckx (Hasselt, 20 maggio 1979) è un ex ciclista su strada belga, attivo dal 2002 al 2012.

## Palmarès

### Strada
- 1997 (Juniores, due vittorie)

Campionati belgi, Prova a cronometro Junior
4ª tappa Vöslauer Jugend Tour (Uttendorf > Fusch an der Großglocknerstraße)
- 1999 (Dilettanti, una vittoria)

Campionati belgi, Prova a cronometro Under-23
- 2001 (Dilettanti, una vittoria)

10ª tappa Giro d'Italia Giovani Under 23 (Messina > Catania)
- 2004 (Vlaanderen-T-Interim, tre vittorie)

1ª tappa Vuelta a La Rioja (Autol > Calahorra)
3ª tappa Vuelta a La Rioja (Logroño > Logroño)
6ª tappa Österreich-Rundfahrt (Sankt Veit an der Glan > Bad Radkersburg)
- 2005 (Davitamon-Lotto, una vittoria)

4ª tappa Giro del Belgio (Londerzeel > Visé)
- 2008 (Landbouwkrediet-Tönissteiner, una vittoria)

1ª tappa Étoile de Bessèges (Le Grau-du-Roi > Le Grau-du-Roi)
- 2010 (Qin Cycling Team, una vittoria)

Grote 1 Mei-Prijs - Ereprijs Victor De Bruyne

#### Altri successi
- 2001 (Dilettanti)

Prologo Tour de la Province de Liège (Ans > Alleur, cronosquadre)
- 2004 (Vlaanderen-T-Interim)

Classifica a punti Vuelta a La Rioja

## Piazzamenti

### Grandi Giri
- Giro d'Italia

2006: 133º

### Classiche monumento
- Giro delle Fiandre

2002: 63º
2003: ritirato
2004: 63º
2007: ritirato
2008: 68º
- Parigi-Roubaix

2007: 91º
2008: 45º
- Liegi-Bastogne-Liegi

2007: ritirato
2008: ritirato

### Competizioni mondiali
- Campionati del mondo

Verona 1999 - Cronometro Under-23: 20º

### Competizioni europee
- Campionati europei

Apremont 2001 - In linea Under-23: 38º